# Yonaka
Yonaka (známá jako YONAKA) je anglická rocková kapela z Brightonu založená v roce 2014. Skupinu tvoří Theresa Jarvis, George Edwards, Alex Crosby a Robert Mason. Yonaka vydala své debutové album, Don't Wait 'Til Tomorrow, 31. května 2019.

## Historie

### První EP aDon't Wait 'Til Tomorrow(2014–2019)
Yonaka vystoupila na BBC Introducing stage na Radio 1's Big Weekend 2016 a v následujícím roce vydala své debutové EP s názvem Heavy. V roce 2018 skupina vydala dvě další EP, Teach Me to Fight a Creature. Titulní skladba z Creature se dostala na první místo v žebříčku Kerrang! Rock Chart v prosinci 2018. Na podzim 2018 se kapela vydala na evropské turné s Bring Me the Horizon a Fever 333 a v říjnu 2018 odehrála čtyřskladbovou relaci ve studiích BBC Maida Vale, během níž představila živý mashup písní „Jumpsuit “ a „Paparazzi“. Skladba „Teach Me to Fight“ byla použita v březnu 2019 jako oficiální ústřední melodie pro WWE pay-per-view událost Fastlane a také v seriálu Fate: The Winx Saga. V květnu 2019, před vydáním jejich debutového alba, Don't Wait 'Til Tomorrow, které vyšlo 31. května 2019, Yonaka podepsala smlouvu s americkým hudebním vydavatelem Fueled by Ramen. Album Don't Wait 'Til Tomorrow dosáhlo na 38. místo v žebříčku UK Albums Chart a na 10. místo v žebříčku UK Vinyl Albums Chart. Kapela byla také nominována na nejlepší britský objev na Kerrang 2019! Awards. V prosinci 2019 se Yonaka objevila v písni „Tapes“ od skupiny Bring Me the Horizon, která se objevila na jejich EP nesoucí název Music to Listen To...

### Seize the Power(2020–současnost)
V relaci uskutečněné v červenci 2020 pro kanál Amazon Music UK na streamovací platformě Twitch, který byl měsíc po odvysílání smazán, Yonaka poprvé zahrála, tehdy nevydanou, píseň s názvem „Ordinary“. 27. ledna 2021 kapela vydala první oficiální singl „Seize the Power“ z jejich stejnojmenného mixtapu. Yonaka k tracku poznamenala: „Je to tak dlouho, co jsme vydali novou hudbu a konečně nastal čas; toto je pro nás nová kapitola. Chceme, abyste se při poslechu této písně ztratili v pocitu síly a posílení.“ Mixtape byl vydán 15. července 2021 a obsahoval spolupráci s Fever 333 a Barnsem Courtneyem. Na konci července roku 2023 vydala Yonaka své třetí EP s názvem Welcome To My House.

## Členové

### Současní členové
- Theresa Jarvis - vokály

- George Edwards - kytara

- Alex Crosby - bassa a klávesy

### Dřívejší členové
- Robert Mason - bicí (2014-2022)

## Diskografie
| Název alba               | Datum vydání    |
| ------------------------ | --------------- |
| Don't Wait 'Til Tomorrow | 31. května 2018 |

| Název alba          | Datum vydání      |
| ------------------- | ----------------- |
| Heavy               | 6. října 2017     |
| Seize the Power     | 15. července 2021 |
| Welcome To my House | 28. července 2023 |

## Externí linky
- http://www.weareyonaka.com/